# Christoph Herndler

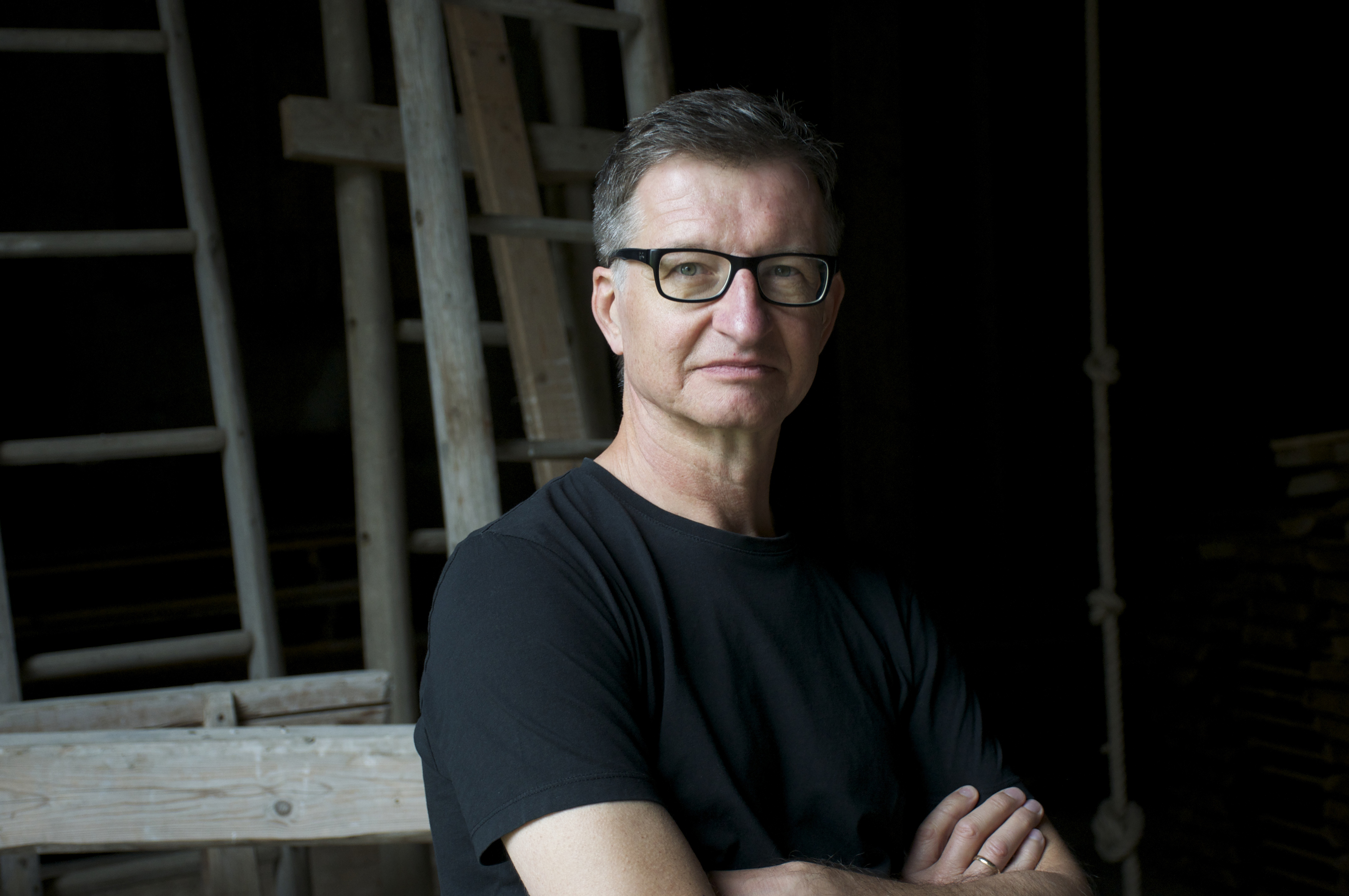
Christoph Herndler 2020, © Else Herndler

Christoph Herndler (* 5. Jänner 1964 in Gaspoltshofen/Oberösterreich) ist ein österreichischer Komponist und Musiker.

## Leben und Wirken
Christoph Herndler studierte an der Universität für Musik und darstellende Kunst Wien Orgel bei Alfred Mitterhofer, Komposition bei Roman Haubenstock-Ramati und Elektroakustik. Nach Abschluss des Studiums mit Diplom im Jahr 1989 absolvierte er Studienaufenthalte am Center for Computer Research in Music and Acoustics (CCRMA), Stanford University (1989 bis 1990), am Department of visual art, University of California (1992) und an der Claremont Graduate School (CGS) Art Department, Claremont, Los Angeles County.
Herndler war bis 1992 Mitglied des Klangforums Wien. Seit dem Jahr 1994 gehört er der Künstlervereinigung MAERZ an. Im Jahr 1997 gründete er das Ensemble EIS. Seine Arbeitsschwerpunkte sind grafische und intermediale Partituren, die sich auch in außermusikalischen Darstellungsformen realisieren lassen. Er realisiert Notationsobjekte, Musikinstallationen und Videoarbeiten sowie Kunst im öffentlichen Raum. Kompositionen wurden u. a. vom Duo Stump-Linshalm, dem Ensemble PHACE und Wolfgang Kogert realisiert.

## Auszeichnungen
- 1985: Talentförderungsprämie des Landes Oberösterreich[3]
- 2003: Kulturpreis des Landes Oberösterreich für Musik
- 2008: Austro Mechana Soziale & Kulturelle Einrichtungen (SKE) Publicity Preis

## Werke (Auswahl)

### Ensemblemusik
- Play Schach – Duo für Blockflöte und Tamtam (1989)[4]
- Still Mixed Up – Oktett für beliebige Besetzung (1990)[4]
- Der Hahn – Trio für Oboe, Saxophon und Violoncello mit Zuspielung vom digitalen Tonband (1992)[4]
- Der Gesang Der Austern – für Solostimme und vier Klaviere (1993)[4]
- Fold Unfold Felt – Oktett für zwei Flöten, zwei Klarinetten, zwei Posaunen und zwei Violinen (1993)[4]
- Imprints – für beliebige Besetzung (1994)[4]
- AbSpulen – AufSpulen – für beliebige Besetzung (1994)[4]
- First – für drei bis vier Spieler (1995)[4]
- HIBISKUS UND FASAN – Duo für Streichinstrument (HIBISKUS) und Klarinette (FASAN) (1997)[4]
- ÜBERSTREICHT IN GLEICHEN ZEITEN GLEICHE FLÄCHEN – Kammerorchester für gemischtes Ensemble, Stimme, Klavier, Streichquartett, Streicher, Percussion und Akkordeon (1998)[4]
- WIEGEH'NLIED – Realisierte Versionen: Duo für Viola und Fagott; Duo für Viola und Bass-Klarinette; Duo für Violine und Klavier; Duo für Violine und Orgel(1999)[4]
- Trio 99 – Trio für Violine, Viola und Violoncello (1999)[4]
- SÜD / SÜDWEST – Notationsobjekt für 5–10 Bläser (2000)[4]
- maraTon – für Solostimmen (2000)[4]
- Das Tiefe im Turm – für Quartett (2001)[4]
- SUPERMIXEN – für Streichinstrumente (2001)[4]
- IM SCHNITT, DER PUNKT – für mindestens 1 Klarinettenpaar (2003)[4]
- Dahinter der Grund – für Solostimmen (2003)[4]
- dial geh auf, offm bist – Duo für Solostimmen (2004)[4]
- KREMSMÜNSTER – für Kammerorchester (2004)[4]
- 23.24.25 – für Streichtrio Violine, Viola und Violoncello (2004)[4]
- umschreibung, 09.04.05 – für Sopran, Violine, Klavier (2005)[4]
- apallisches syndrom – Version für Vokalsolist(en) und Bassklarinette(n) (2011)[4]
- das bügeleisen ausglühen lassen? – Duo für Bassklarinette und Akkordeon mit Solostimme (2012)[4]
- BUCHE UND BLATT – für Kammerorchester (2020/2021)[4]
- Mutterland – für Stimme, Viola, Kontrabass und Zuspielung (2021)[4]

### Solomusik
- Der Der Hed Der Hed So Der Und Hed So Der Und Hed So War, ... – Solo für Blockflöte (1984)[4]
- Silbern Haucht Sonnenlicht Neuen Wind Unters Kleid – Solo für Klavier (1985)[4]
- Akt Eine Treppe Herabsteigend – für ein Tasteninstrument (1986)[4]
- Three Quarks For Muster Mark – Solo für Klavier (1987)[4]
- Spüren Ahnen Langeweile – Solo für Orgel (1987)[4]
- Gebrochene Flügel – Solo für präpariertes Klavier, Ingredienzen: ein Flügel, ein Keil, ein Pendel, fünf 8 mm Dübel, die Roßhaare zweier Bögen, eine 1,5 Volt Batterie, ein hartes Glas (1989)[4]
- Taubesauguren – für eine Königin in Gesellschaft einer anderen, Solo für Orgel (1991)[4]
- Augurentaubes – für den Verbleib einer Königin, Solo für Orgel (1992)[4]
- Windende Schläuche – Solo für eine Stimme, zusätzlich: singing tubes (1993)[4]
- 39 Steps – oder Die Wucht Der Hand, Solo für Klavier (1994)[4]
- Requiem – Solo für Orgel (1994)[4]
- PIANOMIXEN – Solo für Klavier (2001)[4]
- SCHOLSS ZEILLERN – Solo für Akkordeon (2006)[4]
- variations sérieuses variation – nach Mendelssohn op. 54 für Orgel(n) oder Klavier(e) (2009)[4]
- DREIGEVIERT – Aus der Werkreihe „BUCHE UND BLATT“. 7 multiplizierte Soli für Viola (2021)[4]

### Instrumentalmusik
- Playing The Fool – beliebige Besetzung (1991)[4]
- Das Buch Der 100 Artzeneien – Eine Klangapotheke * 1989 … (1992)[4]
- Wenn Schönbildschauer Spiegelwände Wenden – beliebige Besetzung (1992)[4]
- Mocking A Mockingbird – beliebige Besetzung (1993)[4]
- Rooster Rules – beliebige Besetzung (1993)[4]
- Lose Vögel – für 4 Solisten oder 4 Gruppen verschiedener oder gleicher Größe (1993)[4]
- Stratus – Filmmusik (1993)[4]
- Fake A Fink – beliebige Besetzung (1993)[4]
- Das Zittern, die Espen – Neue Musik (1997)[4]
- Faltung – Neue Musik (1997)[4]
- Das Ganze, dazwischen – Neue Musik (1997)[4]
- Übergangsraum 50min – Neue Musik (2000)[4]

## Tonträger (Auswahl)
- ShortCuts, Duo Stump-Linshalm (Ein Klang Records; 2011)
- a rose is a rose is ... (Organ Music 2009–2019), Wolfgang Kogert (Da Vinci Classics; 2023)

## Kunst im öffentlichen Raum (Auswahl)
- Vom Festen, das Weiche, Notationsobjekt, Anton Bruckner Privatuniversität Linz (2017)[5]
- Franziskusorgel, gemeinsam mit Mary Fernety, Enns-St. Marien (2018)[6]